# Hôtel de la Marine (Bordeaux)
L'Hôtel de la Marine est un bâtiment, protégé des monuments historiques, situé à Bordeaux, en France.

## Localisation
L'hôtel est situé au 9 place Tourny à Bordeaux.

## Histoire
L'hôtel est construit en 1758.
Dès 1763 il est attribué à la Marine. Le cartouche au-dessus de la porte d'entrée est sculpté par Francin. 
Cet hôtel héberge encore aujourd'hui la direction interrégionale de la Mer Sud-Atlantique.
La décoration intérieure du XVIIIe siècle, a été réalisée entre 1764 et 1766. Elle est encore visible dans le Grand Salon.
L'édifice est protégé au titre des Monuments Historiques depuis le 2 mai 1912 pour ses façades et son grand salon. Le reste du bâtiment est inscrit monument historique en 2018.

## Architecture
Sa façade est rénovée en 2007-2008 de façon à respecter l'esprit de l'époque de sa construction. C'est pourquoi c'est un badigeon blanc identique à celui d'origine qui a été utilisé.